# Ixora tahuataensis
Ixora tahuataensis är en måreväxtart som beskrevs av Arnaud Mouly och Jacques Florence. Ixora tahuataensis ingår i släktet Ixora och familjen måreväxter. Inga underarter finns listade i Catalogue of Life.